# Pombinha-das-almas
A Xolmis velata, também conhecida como Noivinha-Branca ou Lavadeira é um passariforme atlântico.
Tem a sua maior incidência em praias tranqüilas do litoral nordeste do Brasil.